# Roy Wegerle
Roy Wegerle (Pretória, 19 de março de 1964) é um ex-futebolista e treinador de futebol norte-americano, nascido na África do Sul, que atuava como meia-atacante. Disputou 2 Copas do Mundo pela Seleção dos Estados Unidos (1994 e 1998).

## Carreira em clubes
A sua carreira em clubes iniciou-se em 1984, no Tampa Bay Rowdies, onde atuou em 21 jogos e fez 9 gols. Ainda na fase amadora do futebol nos Estados Unidos, atuou por Arcadia Shepherds e Tacoma Stars, no futebol indoor.
O primeiro time profissional de Wegerle foi o Chelsea, entre 1986 e 1988. Disputou 15 partidas e fez 3 gols pelos Blues, que o emprestaram ao Swindon Town em 1988. Na Inglaterra, vestiu ainda as camisas de Luton Town, Queens Park Rangers, Blackburn Rovers e Coventry City.
De volta aos EUA, defendeu Colorado Rapids (onde foi técnico interino em 1996) e D.C. United antes de se aposentar no final de 1998, aos 34 anos, no Tampa Bay Mutiny. Após deixar os gramados, virou golfista profissional.

## Seleção dos EUA
Nascido na África do Sul, o meia-atacante não chegou a disputar uma partida pela seleção de seu país natal, que estava suspensa pelo apartheid, então vigente no país. Obteve a cidadania norte-americana em 1991, passando a ser apto a vestir a camisa da seleção nacional, pela qual faria sua estreia em 1992, contra a Irlanda. No mesmo ano, disputou a Copa Rei Fahd e, no ano seguinte, fez parte do elenco vice-campeão da Copa Ouro.
Convocado para a Copa de 1994, tornou-se o primeiro nativo da África do Sul a disputar o torneio (o ex-goleiro inglês Gary Bailey, reserva de Peter Shilton no mundial de 1986, possui passaporte sul-africano). Disputou as 4 partidas dos Estados Unidos na competição, entrando no segundo tempo em todas elas.
Disputou ainda a Copa Ouro em 1998 (foi novamente vice-campeão) e a Copa da França, entrando em campo apenas no jogo contra a Alemanha. Esta foi a última das 41 partidas disputadas por Wegerle com a Seleção Norte-Americana, pela qual fez 7 gols.

## Títulos e campanhas de destaque
Estados Unidos
- Copa Rei Fahd de 1992: 3º Lugar